# Aplicativos para a "plataforma universal" Windows

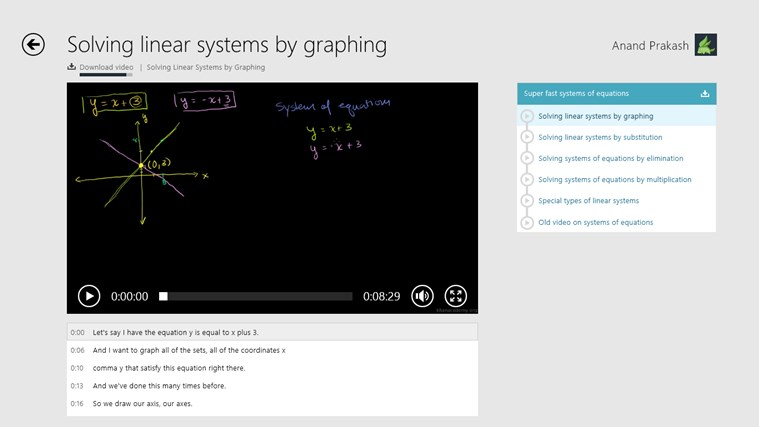
Khan Academy, um exemplo de Aplicativo "Universal" Windows.

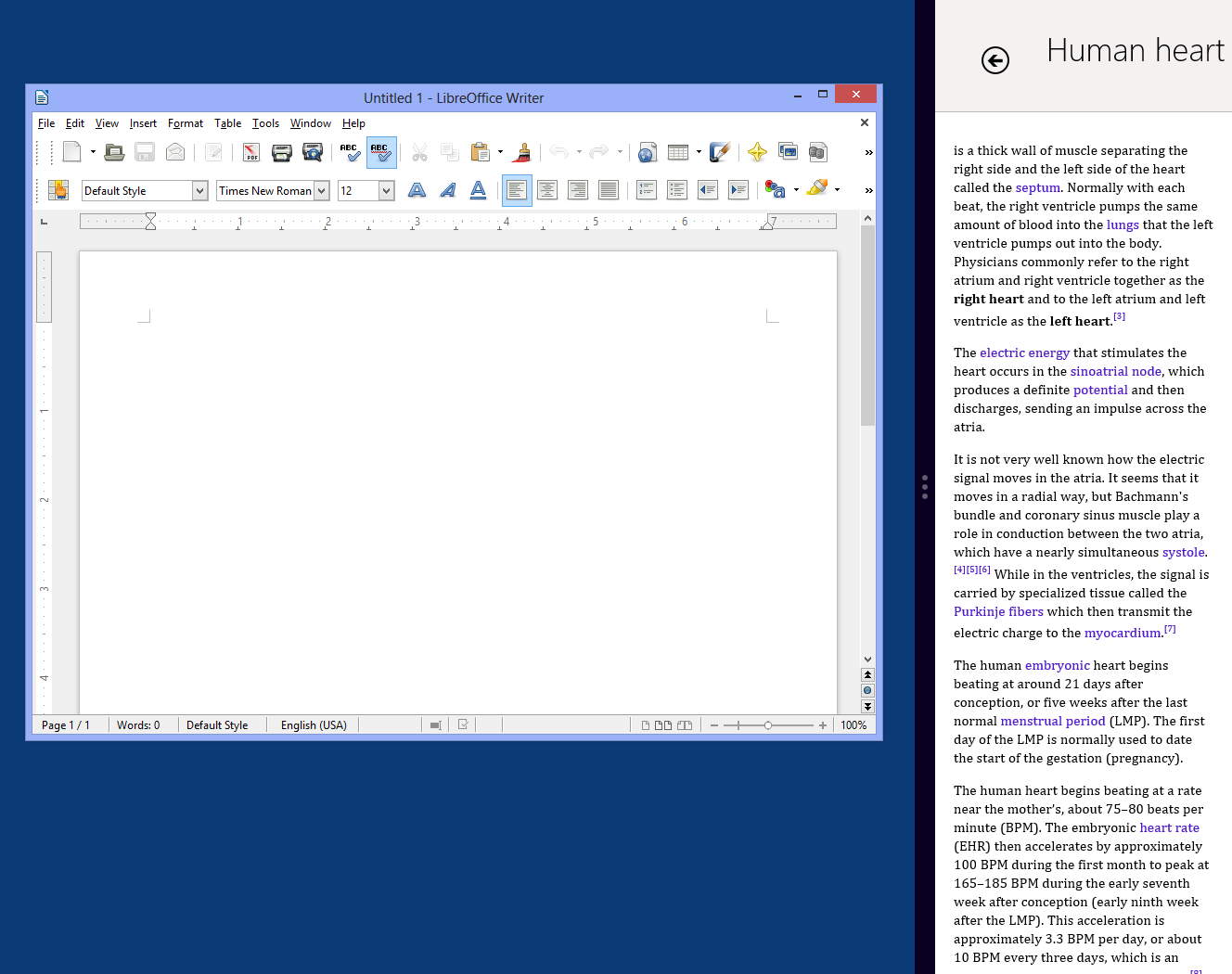
Esquerda: aplicativo tradicional de escritório sem conteúdo.
Direita: aplicativo estilo Metro com conteúdo.

Aplicativos para a "plataforma universal" Windows (Windows Universal Platform (UWP) apps, anteriormente chamados de aplicativos da Windows Store e aplicativos estilo Metro) são aplicativos que podem ser usados em todos os dispositivos compatíveis com o Microsoft Windows, incluindo computadores pessoais (PCs), tablets, smartphones, Xbox One, Microsoft HoloLens e Internet das Coisas. O software UWP é adquirido e baixado principalmente por meio da Microsoft Store. 

## Segurança
- O software tradicional do Windows tem a prerrogativa de usar e alterar seu ecossistema como bem quiser. Tentam manter essa capacidade sob controle e notificar o usuário quando um aplicativo tenta usá-lo, possivelmente para fins mal-intencionados: os Direitos de Conta de Usuário do Windows; Controle de Conta de Usuário; e software antivírus.
- Os aplicativos estilo Metro, por outro lado, rodam em modo sandbox e não podem alterar permanentemente um ecossistema do Windows. Eles precisam de permissão para acessar dispositivos de hardware, como webcam e microfone, e o acesso ao sistema de arquivos é restrito às pastas do usuário, como Documentos . A Microsoft modera ainda mais esses programas e pode removê-los da Windows Store se houver problemas de segurança ou privacidade.[4][5]